# ティモシー・マー
ティモシー・マー（Timothy Mahr, 1956年3月20日 - ）は、アメリカ合衆国の作曲家・指揮者。ミネソタ州ノースフィールドのセント・オラフ大学で音楽教師を務める。

## 人物・来歴
ウィスコンシン州リーズバーグ出身。セント・オラフ大学に入学し、1977年に音楽理論と作曲の部門で音楽学士号を取得、次いで1978年には音楽教育部門で芸術学士号を取得した。1983年、トロンボーン演奏部門においてアイオワ大学で修士課程を終え、1995年には同じくアイオワ大学で器楽指揮により音楽芸術部門の博士課程を修了した。現在は、セント・オラフ大学の音楽教授、およびセント・オラフ管弦楽団の指揮者を務め、作曲・音楽教育および指揮を教えている。

## 専門家としての活動
マーはかつて全米大学バンド指導者協会（College Band Directors National Association）ノース・セントラル支部の会長を務めており（1999年 - 2001年）、またアメリカ吹奏楽協会（National Band Association）やミネソタ・バンド指導者協会（Minnesota Band Directors Association）などの指導者会議にも参加している。マーは現在も客演指揮者等として積極的に活動しており、35校以上の大学から作曲・指揮の依頼を受けている。

## 作品
マーの作品としては、おそらく吹奏楽のための楽曲が最もよく知られている。マーの作品はたいてい高校や大学の学生吹奏楽バンド向けに作曲されているが、ミネソタ交響吹奏楽団（Minnesota Symphonic Winds）などプロの吹奏楽団も彼の作品を演奏することがある。
日本においても、数々の吹奏楽団体がマーの楽曲を演奏会や吹奏楽コンクール等で取り上げている事例がある。

### 主な作品一覧
- ヘイ！ Hey!
- イントゥ・ジ・エアー！ Into the Air!
- エンデュランス Endurance
- 空高く舞う鷹 The Soaring Hawk
- ソル・ソラーター Sol Solator
- エブリデイ・ヒーロー Everyday Hero
- ノーブル・エレメント　Noble Element
- ファンタジア・イン・G Fantasia in G
- 想像してごらん… Imagine, If You Will...
- 目を閉じると、ダンサーたちが見える When I close my eyes, I see dancers
- 山の頂上からの眺め The View From the Mountaintop